# 1. Fußball-Club Köln 01/07 1993-1994
Questa voce raccoglie le informazioni riguardanti il 1. Fußball-Club Köln 01/07 nelle competizioni ufficiali della stagione 1993-1994.

## Stagione
Nella stagione 1993-1994 il Colonia, allenato da Morten Olsen, concluse il campionato di Bundesliga all'11º posto. In Coppa di Germania il Colonia fu eliminato al terzo turno dal Bayern Monaco II.

## Rosa
| N. |                      | Ruolo | Calciatore      |
| -- | -------------------- | ----- | --------------- |
| 1  | Germania (bandiera)  | P     | Bodo Illgner    |
| 3  | Germania (bandiera)  | D     | Karsten Baumann |
| 4  | Germania (bandiera)  | C     | Ralf Hauptmann  |
| 5  | Germania (bandiera)  | C     | Patrick Weiser  |
| 6  | Germania (bandiera)  | C     | Olaf Janßen     |
| 8  | Germania (bandiera)  | C     | Rico Steinmann  |
| 9  | Austria (bandiera)   | A     | Anton Polster   |
| 14 | Danimarca (bandiera) | D     | Henrik Andersen |
| 16 | Germania (bandiera)  | P     | Michael Kraft   |
| 25 | Polonia (bandiera)   | C     | Tomasz Zdebel   |
| 30 | Germania (bandiera)  | A     | Carsten Jancker |
|    | Germania (bandiera)  | P     | Alexander Bade  |
|    | Danimarca (bandiera) | D     | Kim Christofte  |

| N. |                     | Ruolo | Calciatore      |
| -- | ------------------- | ----- | --------------- |
|    | Germania (bandiera) | D     | Alfons Higl     |
|    | Germania (bandiera) | D     | Carsten Keuler  |
|    | Germania (bandiera) | D     | Rudi Müller     |
|    | Germania (bandiera) | D     | Stephan Paßlack |
|    | Georgia (bandiera)  | C     | Rezo Arveladze  |
|    | Germania (bandiera) | C     | Frank Greiner   |
|    | Germania (bandiera) | C     | Horst Heldt     |
|    | Germania (bandiera) | C     | Guido Jörres    |
|    | Polonia (bandiera)  | C     | Andrzej Rudy    |
|    | Germania (bandiera) | A     | Stefan Kohn     |
|    | Germania (bandiera) | A     | Dirk Lehmann    |
|    | Ghana (bandiera)    | A     | Edward Sarpei   |
|    | Germania (bandiera) | A     | Ralf Sturm      |

## Organigramma societario
Area tecnica
- Allenatore: Morten Olsen
- Allenatore in seconda:
- Preparatore dei portieri: Rolf Herings
- Preparatori atletici:

## Calciomercato

### Sessione estiva
| Acquisti | Acquisti        | Acquisti           | Acquisti |
| R.       | Nome            | da                 | Modalità |
| -------- | --------------- | ------------------ | -------- |
| C        | Ralf Hauptmann  | Dinamo Dresda      |          |
| A        | Carsten Jancker | Colonia II         |          |
| C        | Guido Jörres    | Colonia (juniores) |          |
| A        | Stefan Kohn     | Werder Brema       |          |
| P        | Michael Kraft   | Bakırköyspor       |          |
| D        | Rudi Müller     | Wuppertal          |          |
| D        | Stephan Paßlack | Uerdingen 05       |          |
| A        | Anton Polster   | Rayo Vallecano     |          |
| C        | Tomasz Zdebel   | Colonia II         |          |

| Cessioni | Cessioni           | Cessioni        | Cessioni |
| R.       | Nome               | a               | Modalità |
| -------- | ------------------ | --------------- | -------- |
| C        | Andrzej Kobylański | TeBe Berlino    |          |
| A        | Uwe Fuchs          | Kaiserslautern  |          |
| A        | Frank Ordenewitz   | JEF United      |          |
| C        | Adrian Spyrka      | Rot-Weiss Essen |          |
| D        | André Trulsen      | St. Pauli       |          |

### Sessione invernale
| Acquisti | Acquisti       | Acquisti       | Acquisti |
| R.       | Nome           | da             | Modalità |
| -------- | -------------- | -------------- | -------- |
| C        | Rezo Arveladze | Dinamo Tbilisi |          |

| Cessioni | Cessioni    | Cessioni      | Cessioni |
| R.       | Nome        | a             | Modalità |
| -------- | ----------- | ------------- | -------- |
| A        | Henri Fuchs | Dinamo Dresda |          |

## Risultati

### Bundesliga

#### Girone di andata
| Arbitro: | Albrecht |

|  |           |                      |
|  | Marcatori | 60’ Sforza 89’ Marin |

| Arbitro: | Dellwing |

|          |           |  |
| Wolf 18’ | Marcatori |  |

| Arbitro: | Habermann |

|                        |           |             |
| Rudy 6’ Kobylański 85’ | Marcatori | 68’ Schmitt |

| Arbitro: | Steinborn |

|            |           |                     |
| Scherr 45’ | Marcatori | 12’ Rudy 14’ Weiser |

| Arbitro: | Harder |

|                  |           |  |
| Polster 12’, 52’ | Marcatori |  |

| Arbitro: | Best |

|                             |           |          |
| Kirsten 17’ Foda 22’ (rig.) | Marcatori | 40’ Rudy |

| Arbitro: | Zerr |

|  |           |            |
|  | Marcatori | 53’ Jähnig |

| Arbitro: | Gläser |

|                 |           |             |
| Kögl 80’ (rig.) | Marcatori | 13’ Paßlack |

| Arbitro: | Strigel |

|                                     |           |            |
| Lehmann 56’ Greiner 70’ Jancker 87’ | Marcatori | 58’ Edmond |

| Duisburg 1º ottobre 1993, ore 19:30 CET 10ª giornata | Duisburg | 0 – 0 referto | Colonia | Wedaustadion (26 000 spett.)\| Arbitro: \| Kasper \| |
| Arbitro:                                             | Kasper   |               |         |                                                      |

| Arbitro: | Osmers |

|  |           |                                                |
|  | Marcatori | 14’ Scholl 62’ Jorginho 75’ Helmer 77’ Zickler |

| Arbitro: | Fischer |

|                      |           |                         |
| Fink 70’ Leśniak 78’ | Marcatori | 31’ Baumann 44’ Lehmann |

| Arbitro: | Scheuerer |

|                         |           |  |
| Polster 69’ (rig.), 71’ | Marcatori |  |

| Arbitro: | Schmidt |

|                     |           |                                     |
| Spies 83’ Bäron 85’ | Marcatori | 9’ Weiser 15’ Rudy 30’, 61’ Polster |

| Arbitro: | Amerell |

|                 |           |  |
| Polster 4’, 67’ | Marcatori |  |

| Arbitro: | Schmidhuber |

|  |           |                              |
|  | Marcatori | 6’, 35’, 60’ Max 58’ Wynhoff |

| Arbitro: | Fleske |

|  |           |                                     |
|  | Marcatori | 62’ Polster 65’ Steinmann 75’ Heldt |

#### Girone di ritorno
| Arbitro: | Kasper |

|                                |           |  |
| Kuntz 32’ Wagner 34’ Fuchs 69’ | Marcatori |  |

| Arbitro: | Gläser |

|  |           |               |
|  | Marcatori | 77’ Wiesinger |

| Arbitro: | Berg |

|                        |           |  |
| Bonan 4’ Kir'jakov 80’ | Marcatori |  |

| Arbitro: | Albrecht |

|          |           |           |
| Kohn 42’ | Marcatori | 38’ Linke |

| Arbitro: | Merk |

|                      |           |                                           |
| Kohl 52’ Rraklli 55’ | Marcatori | 8’ (rig.), 89’ Polster 27’ Heldt 79’ Kohn |

| Arbitro: | Strigel |

|           |           |           |
| Heldt 75’ | Marcatori | 43’ Wörns |

| Arbitro: | Scheuerer |

|           |           |               |
| Nowak 55’ | Marcatori | 21’ Hauptmann |

| Arbitro: | Heynemann |

|                                     |           |                  |
| Polster 37’ Heldt 69’ Arveladze 90’ | Marcatori | 40’ (aut.) Heldt |

| Arbitro: | Osmers |

|                       |           |                                     |
| Anders 82’ Rische 89’ | Marcatori | 48’ (rig.), 87’ Polster 51’ Baumann |

| Arbitro: | Ziller |

|            |           |  |
| Weiser 34’ | Marcatori |  |

| Arbitro: | Schmidt |

|              |           |  |
| Valencia 66’ | Marcatori |  |

| Arbitro: | Amerell |

|                              |           |                      |
| Bach 5’ (aut.) Kohn 18’, 61’ | Marcatori | 49’ Leśniak 74’ Sané |

| Arbitro: | Schmidhuber |

|                                 |           |          |
| Zorc 40’ (rig.) Higl 41’ (aut.) | Marcatori | 22’ Higl |

| Arbitro: | Buchhart |

|                                |           |  |
| Kohn 22’ Polster 63’ Sturm 87’ | Marcatori |  |

| Arbitro: | Fux |

|                             |           |               |
| Neubarth 21’ Rufer 33’, 90’ | Marcatori | 45’ Steinmann |

| Arbitro: | Strigel |

|                                              |           |          |
| Klinkert 48’ Dahlin 62’ Fach 73’ Wynhoff 85’ | Marcatori | 27’ Kohn |

| Arbitro: | Krug |

|                  |           |                                         |
| Polster 62’, 66’ | Marcatori | 24’ Weber 54’ Gaudino 71’ (rig.) Yeboah |

### Coppa di Germania
| Arbitro: | Krug |

|                                      |           |            |
| Rudy 22’ Polster 28’, 69’ Janßen 55’ | Marcatori | 88’ Hecker |

| Arbitro: | Leimert |

|                                 |                      |                                      |
| Hamann Frey Protzel Grill Cerny | Tiri di rigore 5 – 4 | Rudy Weiser Heldt Greiner Christofte |

## Statistiche

### Statistiche di squadra
| Competizione      | Punti | In casa | In casa | In casa | In casa | In casa | In casa | In trasferta | In trasferta | In trasferta | In trasferta | In trasferta | In trasferta | Totale | Totale | Totale | Totale | Totale | Totale | DR |
| Competizione      | Punti | G       | V       | N       | P       | Gf      | Gs      | G            | V            | N            | P            | Gf           | Gs           | G      | V      | N      | P      | Gf     | Gs     | DR |
| ----------------- | ----- | ------- | ------- | ------- | ------- | ------- | ------- | ------------ | ------------ | ------------ | ------------ | ------------ | ------------ | ------ | ------ | ------ | ------ | ------ | ------ | -- |
| Bundesliga        | 34    | 17      | 9       | 2       | 6       | 25      | 22      | 17           | 5            | 4            | 8            | 24           | 29           | 34     | 14     | 6      | 14     | 49     | 51     | -2 |
| Coppa di Germania | -     | 1       | 1       | 0       | 0       | 4       | 1       | 1            | 0            | 1            | 0            | 0            | 0            | 2      | 1      | 1      | 0      | 4      | 1      | +3 |
| Totale            | 34    | 18      | 10      | 2       | 6       | 29      | 23      | 18           | 5            | 5            | 8            | 24           | 29           | 36     | 15     | 7      | 14     | 53     | 52     | +1 |

### Andamento in campionato
| Giornata  | 1  | 2  | 3  | 4  | 5 | 6 | 7  | 8 | 9 | 10 | 11 | 12 | 13 | 14 | 15 | 16 | 17 | 18 | 19 | 20 | 21 | 22 | 23 | 24 | 25 | 26 | 27 | 28 | 29 | 30 | 31 | 32 | 33 | 34 |
| --------- | -- | -- | -- | -- | - | - | -- | - | - | -- | -- | -- | -- | -- | -- | -- | -- | -- | -- | -- | -- | -- | -- | -- | -- | -- | -- | -- | -- | -- | -- | -- | -- | -- |
| Luogo     | C  | T  | C  | T  | C | T | C  | T | C | T  | C  | T  | C  | T  | C  | C  | T  | T  | C  | T  | C  | T  | C  | T  | C  | T  | C  | T  | C  | T  | C  | T  | T  | C  |
| Risultato | P  | P  | V  | V  | V | P | P  | N | V | N  | P  | N  | V  | V  | V  | P  | V  | P  | P  | P  | N  | V  | N  | N  | V  | V  | V  | P  | V  | P  | V  | P  | P  | P  |
| Posizione | 13 | 16 | 13 | 10 | 9 | 9 | 10 | 9 | 9 | 9  | 10 | 10 | 9  | 9  | 8  | 9  | 8  | 9  | 10 | 12 | 13 | 10 | 10 | 11 | 11 | 9  | 7  | 10 | 8  | 10 | 8  | 9  | 11 | 11 |

Legenda:

Luogo: C = Casa; T = Trasferta. Risultato: V = Vittoria; N = Pareggio; P = Sconfitta.

### Statistiche dei giocatori
| Giocatore     | Bundesliga | Bundesliga | Bundesliga  | Bundesliga | Coppa di Germania | Coppa di Germania | Coppa di Germania | Coppa di Germania | Totale   | Totale | Totale      | Totale     |
| Giocatore     | Presenze   | Reti       | Ammonizioni | Espulsioni | Presenze          | Reti              | Ammonizioni       | Espulsioni        | Presenze | Reti   | Ammonizioni | Espulsioni |
| ------------- | ---------- | ---------- | ----------- | ---------- | ----------------- | ----------------- | ----------------- | ----------------- | -------- | ------ | ----------- | ---------- |
| H. Andersen   | 8          | 0          | 0           | 0          | 0                 | 0                 | 0                 | 0                 | 8        | 0      | 0           | 0          |
| R. Arveladze  | 7          | 1          | 1           | 0          | 0                 | 0                 | 0                 | 0                 | 7        | 1      | 1           | 0          |
| A. Bade       | 0          | 0          | 0           | 0          | 0                 | 0                 | 0                 | 0                 | 0        | 0      | 0           | 0          |
| K. Baumann    | 14         | 2          | 4           | 0          | 0                 | 0                 | 0                 | 0                 | 14       | 2      | 4           | 0          |
| K. Christofte | 23         | 0          | 1           | 0          | 2                 | 0                 | 0                 | 0                 | 25       | 0      | 1           | 0          |
| H. Fuchs      | 7          | 0          | 1           | 0          | 1                 | 0                 | 0                 | 0                 | 8        | 0      | 1           | 0          |
| F. Greiner    | 30         | 1          | 9           | 0          | 2                 | 0                 | 0                 | 0                 | 32       | 1      | 9           | 0          |
| R. Hauptmann  | 31         | 1          | 4           | 0          | 2                 | 0                 | 0                 | 0                 | 33       | 1      | 4           | 0          |
| H. Heldt      | 34         | 4          | 3           | 0          | 2                 | 0                 | 0                 | 0                 | 36       | 4      | 3           | 0          |
| A. Higl       | 31         | 1          | 6           | 1          | 2                 | 0                 | 1                 | 0                 | 33       | 1      | 7           | 1          |
| B. Illgner    | 33         | 0          | 0           | 0          | 2                 | 0                 | 0                 | 0                 | 35       | 0      | 0           | 0          |
| C. Jancker    | 1          | 1          | 0           | 0          | 1                 | 0                 | 0                 | 0                 | 2        | 1      | 0           | 0          |
| O. Janßen     | 28         | 0          | 7           | 0          | 2                 | 1                 | 0                 | 0                 | 30       | 1      | 7           | 0          |
| G. Jörres     | 0          | 0          | 0           | 0          | 0                 | 0                 | 0                 | 0                 | 0        | 0      | 0           | 0          |
| C. Keuler     | 7          | 0          | 2           | 0          | 0                 | 0                 | 0                 | 0                 | 7        | 0      | 2           | 0          |
| A. Kobylański | 8          | 1          | 0           | 0          | 1                 | 0                 | 0                 | 0                 | 9        | 1      | 0           | 0          |
| S. Kohn       | 16         | 6          | 1           | 0          | 0                 | 0                 | 0                 | 0                 | 16       | 6      | 1           | 0          |
| M. Kraft      | 1          | 0          | 0           | 0          | 0                 | 0                 | 0                 | 0                 | 1        | 0      | 0           | 0          |
| D. Lehmann    | 16         | 2          | 1           | 0          | 0                 | 0                 | 0                 | 0                 | 16       | 2      | 1           | 0          |
| R. Müller     | 1          | 0          | 0           | 0          | 0                 | 0                 | 0                 | 0                 | 1        | 0      | 0           | 0          |
| S. Paßlack    | 18         | 1          | 1           | 0          | 1                 | 0                 | 0                 | 0                 | 19       | 1      | 1           | 0          |
| T. Polster    | 25         | 17         | 7           | 1          | 1                 | 2                 | 0                 | 0                 | 26       | 19     | 7           | 1          |
| A. Rudy       | 28         | 4          | 4           | 1          | 2                 | 1                 | 1                 | 0                 | 30       | 5      | 5           | 1          |
| E. Sarpei     | 3          | 0          | 0           | 0          | 2                 | 0                 | 0                 | 0                 | 5        | 0      | 0           | 0          |
| R. Steinmann  | 27         | 2          | 6           | 1          | 1                 | 0                 | 0                 | 0                 | 28       | 2      | 6           | 1          |
| R. Sturm      | 9          | 1          | 0           | 0          | 0                 | 0                 | 0                 | 0                 | 9        | 1      | 0           | 0          |
| P. Weiser     | 33         | 3          | 3           | 0          | 2                 | 0                 | 0                 | 0                 | 35       | 3      | 3           | 0          |
| T. Zdebel     | 1          | 0          | 0           | 0          | 0                 | 0                 | 0                 | 0                 | 1        | 0      | 0           | 0          |